# Michel Eltchaninoff

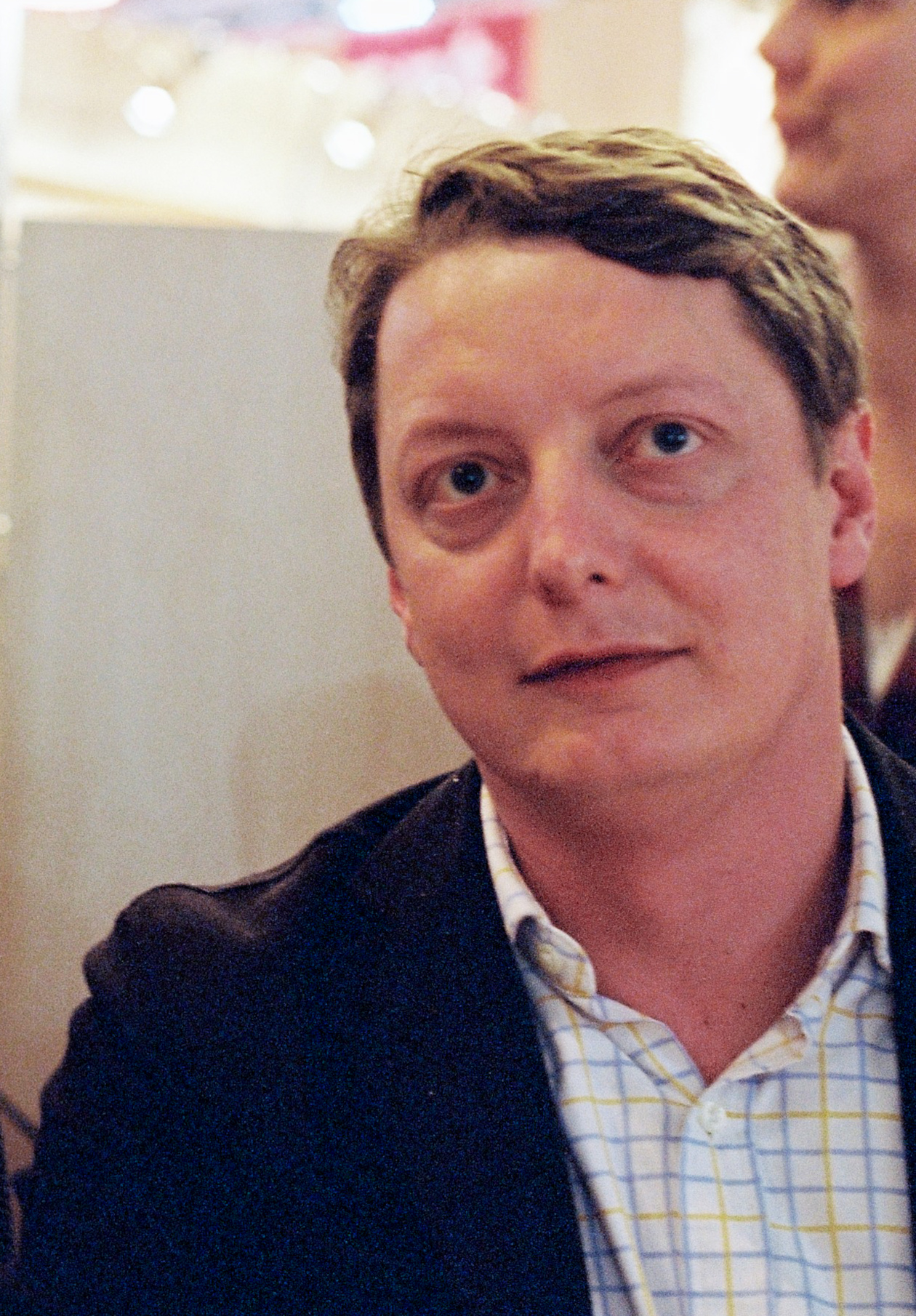
Michel Eltchaninoff (2009)

Michel Eltchaninoff (* 19. Mai 1969 in Paris) ist ein französischer Autor und Journalist. Der promovierte Philosoph ist Chefredakteur der französischsprachigen Ausgabe des Philosophie Magazins. Eines seiner Schwerpunktthemen ist die russische Philosophie, er ist Verfasser des Buches In Putins Kopf.
Laut der Rezension von Kerstin Holm in der Frankfurter Allgemeinen Zeitung stellt Eltchaninoff im Buch die teils „obskuren“, teils von Putin „eigenwillig zitierten“ Autoren (darunter besonders Iwan Alexandrowitsch Iljin) vor und schreibt damit auch eine intellektuelle Biographie des russischen Präsidenten.

## Schriften (Auswahl)
- Lénine a marché sur la Lune. La folle histoire des cosmistes et transhumanistes russes. Actes Sud, Arles 2022, ISBN 978-2-330-13048-0.
- Les nouveaux dissidents. Stock, Paris 2016, ISBN 978-2-234-07739-3.
- Dans la tête de Marine Le Pen. Actes Sud, Arles 2017, ISBN 978-2-330-07256-8.
  - Inside the mind of Marine Le Pen. Hurst & Company, London 2018, ISBN 978-1-84904-934-4.
- Dans la tête de Vladimir Poutine, Actes Sud, Arles 2015, ISBN 978-2-330-03972-1.
  - Inside the mind of Vladimir Putin. Hurst & Company, London 2018, ISBN 978-1-84904-933-7.
  - In Putins Kopf. Die Philosophie eines lupenreinen Demokraten. Aus dem Französischen von Till Bardoux, Tropen, Stuttgart 2016, ISBN 978-3-608-50231-2.
  - In Putins Kopf. Logik und Willkür eines Autokraten. Aktualisierte Neuausgabe mit Zusatzkapitel zum Ukraine-Krieg, aus dem Französischen von Till Bardoux, Tropen, Stuttgart 2022, ISBN 978-3-608-50182-7.
  - In Putins Kopf. Logik und Willkür eines Autokraten. Lizenzausgabe der Ausgabe von 2016, Bundeszentrale für Politische Bildung, Bonn 2022, ISBN 978-3-7425-0910-9.
- Dostoïevski. Le roman du corps. Jerôme Millon, Grenoble 2013, ISBN 978-2-84137-294-2.